# フォレスト (テレビドラマ)
『フォレスト』は、2025年1月12日から3月2日までテレビ朝日系列で、毎週日曜22時15分 - 23時9分に全8話が放送された、朝日放送テレビ制作のテレビドラマ。主演は比嘉愛未と岩田剛典。
前番組までのオリジナル脚本路線を汲みつつ、本作品では原案と脚本をそれぞれ異なる脚本家が手がけるというスタイルが取られており、前者を龍居由佳里が、後者を山岡潤平がそれぞれ担当。主人公である2人の恋愛模様を主軸に、彼らを含めた登場人物それぞれが抱える嘘とそこに隠された真実、そして様々な思惑とが鬱蒼と生い茂る森のように絡み合いながら展開していく、「日10」枠としては初となるサスペンス（ラブ・サスペンス）が志向されている。

## キャスト

### 主要人物
幾島楓（いくしま かえで） / 水原和歌奈（みずはら わかな）
演 - 比嘉愛未（小学生時：小井圡菫玲、乳児期：大久保凪月）
フラワーギフトショップで働いていた。
一ノ瀬純（いちのせ じゅん）
演 - 岩田剛典（幼少期：平野絢規）
楓の恋人。小林ランドリーの店主。

### ホテルグループ ブランフォレスト
水原真琴（みずはら まこと）
演 - ファーストサマーウイカ（幼少期：西島海心、小吹奈合緒）
楓の従姉でよき理解者。伯母の鈴子が経営するホテルグループで働いている。
幾島鈴子（いくしま すずこ）
演 - 松田美由紀
楓の母。金と権力で楓を支配しようとする冷酷な毒母。ホテルグループ「ブランフォレスト」の経営者。
間宮和彦（まみや かずひこ）
演 - 森田甘路
顧問税理士。
葉山修（はやま おさむ）
演 - 堀部圭亮
鈴子の秘書でブランフォレストの役員。

### 周辺人物
槙野俊太郎（まきの しゅんたろう）
演 - 中川大輔
楓の同僚。
井上千智（いのうえ ちさと）
演 - 川島鈴遥
ケアハウス「緑森苑」で働くヘルパー。
三倉翔平（みくら しょうへい）
演 - 石山順征
楓の実家に住み込みで働く使用人。
高岸陽太（たかぎし ようた）
演 - 町田悠宇
フリーの週刊誌記者。
篠田塔子（しのだ とうこ）
演 - 水野美紀
鈴子専属の医師。
水原孝子（みずはら たかこ）
演 - ふせえり
鈴子の妹で、真琴の母。楓（和歌奈）の実母。
小林広輔（こばやし こうすけ）
演 - 佐伯新
小林ランドリーのオーナー。純に店を譲り、今は隠居している。
一ノ瀬茜（いちのせ あかね）
演 - 黒沢あすか
純の母。「緑森苑」の入居者。純のことを「涼介」と呼んでいる。
中西宏樹
演 - 吉田ウーロン太
中西精肉店・店主。3年前、ブランフォレストのホテルのビュッフェで発生した食中毒の原因とされたローストポークの生産者で、事故を機に自殺した。
中西慶子
演 - 朝加真由美
宏樹の母。

### ゲスト

#### 第1話
客
演 - 中村公隆
「小林ランドリー」の客。クリーニングに出した服のボタンが最初から外れていたことを認めない。
アナウンサー
演 - 岩本計介（ABCテレビアナウンサー）
警察発表で今年の年間行方不明者数が85,000人超になったニュースを伝える。
店員
演 - 荒川浩平（第2話）
商店街の焼き鳥屋の店員。

#### 第2話
一ノ瀬涼介
演 - 森田あお（第3話・第6話 - 最終話）
純の弟。26年前、4歳の時に花を摘みに行ったまま失踪した。
上司
演 - 田山由起（第3話）
楓が働くフラワーショップ「SAINT JORDI FLOWERS」の店長。
社員
演 - 末廣拓也
「ブランフォレスト」の社員。

#### 第3話
男性、女性
演 - 岡村まきすけ、辻玲奈
間宮が鈴子の誕生日プレゼントに用意したオーダーメイドの枕業者。
職人
演 - 古旗翔
鈴子の誕生日会で出張で寿司を握る職人。

#### 第4話
藤川、藤川雅美
演 - 池浪玄八、髙木直子
3年前のホテルのビュッフェの食中毒事件の被害者夫婦。
田山、稲垣春奈
演 - 辻川慶治、大山きか
同食中毒事件の被害者。全員にブランフォレストからの見舞金が支払われていた。
倉本信彦
演 - 松山傑（第6話）
「ブランフォレスト」の経理部社員。

#### 第5話
記者
演 - 平木幹太、竹田茂生、竹井ゆず
「ブランフォレスト」本社前で葉山を取材する記者たち。
キャスター
声 - 鶴亮
日本国内の広い範囲で皆既月食が観られるというニュースを伝える。

#### 第6話
今井
演 - 比佐仁
文鳥出版「週刊文鳥」の記者。
刑事
演 - 松木研也、倉田シウマイ
修に事情聴取を行う。

#### 第7話
刑事
演 - 岩永ひひお、吉川一勝
純に事情聴取を行う。
社員
演 - 椎原克知
「ブランフォレスト」の社員。修に「全店舗で予約のキャンセルが相次いでます」と報告する。

#### 最終話
裁判長
演 - 小沼朝生
幾島鈴子殺人未遂裁判の裁判長。
検察官
演 - 高木トモユキ
同裁判の検察官。
キャスター
演 - 高田衿奈
横浜裁判所前より中継するレポーター。
刑事
演 - 黒部弘康、細渕敬史
間宮を業務上横領の罪で逮捕する警視庁捜査二課の刑事。

## スタッフ
- 脚本 - 山岡潤平[1]
- 原案 - 龍居由佳里[1]
- 音楽 - 木村秀彬[39]
- 主題歌 - 三代目 J SOUL BROTHERS「What Is Your Secret?」（rhythm zone）[40]
- オープニング曲 - 輝叶「For Love」（RISING RECORDS）[39]
- プロデューサー - 辻知奈美、山下浩司、三田秀平、山本喜彦（MMJ）、小路美智子（MMJ）[1]
- 演出 - 高橋朋広、松嵜由衣、日暮謙[1]
- 制作協力 - MMJ[1]
- 制作著作 - 朝日放送テレビ[1]

## 放送日程
- 第2話は、直前の時間帯にて放送されている『有働Times』の放送時間拡大（20時56分 - 22時30分）[41]に伴い、通常より15分繰り下げ（22時30分 - 23時24分）の上で放送[42]。
- 第3話にて描かれた、吸入薬を使用して発作が治まるシーンが吸入薬の使用方法について誤解を招く表現になっていたとして、放送直後の2月7日までに番組公式サイトなどで謝罪が行われた[43]。

| 放送回                                                       | 放送日  | サブタイトル                 | 演出     | 視聴率 |
| ------------------------------------------------------------ | ------- | ---------------------------- | -------- | ------ |
| 1                                                            | 1月12日 | 人は、嘘をつく               | 高橋朋広 |        |
| 2                                                            | 1月19日 | あなたは、誰?                | 高橋朋広 |        |
| 3                                                            | 1月26日 | 隠しても、消えない罪         | 高橋朋広 |        |
| 4                                                            | 2月02日 | 戻りたい、何もなかったように | 松嵜由衣 |        |
| 5                                                            | 2月09日 | 出会わなければ、よかったのに | 松嵜由衣 |        |
| 6                                                            | 2月16日 | もう、戻れなくても           | 松嵜由衣 |        |
| 7                                                            | 2月23日 | 埋もれた過去と、向き合う時   | 日暮謙   |        |
| 8                                                            | 3月02日 | この運命を、後悔しない       |          |        |
| （視聴率はビデオリサーチ調べ、関東地区・世帯・リアルタイム） |         |                              |          |        |